# SOCOM: U.S. Navy SEALs - Combined Assault
Pour les articles homonymes, voir SOCOM.
SOCOM: U.S. Navy SEALs - Combined Assault est un jeu vidéo de tir tactique développé par Zipper Interactive et publié par Sony Computer Entertainment en 2006 sur PlayStation 2.

## Système de jeu
Aux commandes d'un bataillon de l'U.S. Navy SEALs, le joueur doit mener à bien divers missions de contre-terrorismes. Le jeu propose un mode solo, et un mode de jeu en ligne gratuit.
Il a la particularité de comporter un système de reconnaissance vocale qui permet de donner des ordres à ses coéquipiers via le micro-casque USB "HeadSet".
Cet opus est un peu particulier dans la série et dans le monde du jeu vidéo.
En effet, il s'agit d'un jeu à part entière, disposant de sa propre campagne solo, (18 missions inédites) et de son mode multijoueur. (10 cartes multijoueurs inédites) Cependant, la particularité de cet opus repose sur le mode multijoueur, celui-ci étant commun avec celui sorti quelques mois plus tôt : SOCOM 3: US Navy Seals. Ainsi, le jeu est souvent considéré comme ce que nous connaissons maintenant comme un DLC (ou Contenu téléchargeable) puisqu'il possède les cartes de Socom 3 ainsi que les nouvelles qu'il apporte.
Ainsi, un joueur possédant Socom : Combined Assault pouvait très bien jouer dans une partie avec un joueur possédant Socom 3, et inversement.
La seule limitation s'opérant lorsqu'une partie était créée avec au moins une carte provenant de Socom : Combined Assault. À ce moment, seuls les joueurs possédant ce jeu pouvait entrer dans la partie.